# Alfred Pettersson (medicinsk forskare)
För övriga med samma namn, se Alfred Pettersson.
Alfred Pettersson, född 14 juni 1867 i Graninge, Västernorrlands län, död 3 december 1951 i Gustav Vasa församling i Stockholm, var en svensk medicinsk forskare.
Pettersson blev student vid Uppsala universitet 1888, medicine licentiat 1897 samt medicine doktor vid Uppsala universitet 1900 på avhandlingen Über das Konservieren von Fisch und Fleisch mit Salzen. Han förordnades 1902 till docent i patologisk anatomi och 1904 till laborator i bakteriologi vid Karolinska institutet, var 1907–1909 föreståndare för Stockholms stads bakteriologiska laboratorium samt utnämndes 1909 till professor och föreståndare för Statsmedicinska anstaltens bakteriologiska avdelning. 
Petterssons vetenskapliga verksamhet hänför sig huvudsakligen till frågor om kroppsvätskornas och de vita blodkropparnas bakteriedödande förmåga, och hans forskning visade väsentliga olikheter mellan dessa. Han utförde också undersökningar om födoämnenas hygien samt inom epidemiologien. 
Pettersson invaldes 1916 som ledamot av Vetenskapsakademien. Han tilldelades Björkénska priset 1918.